# Potschajna

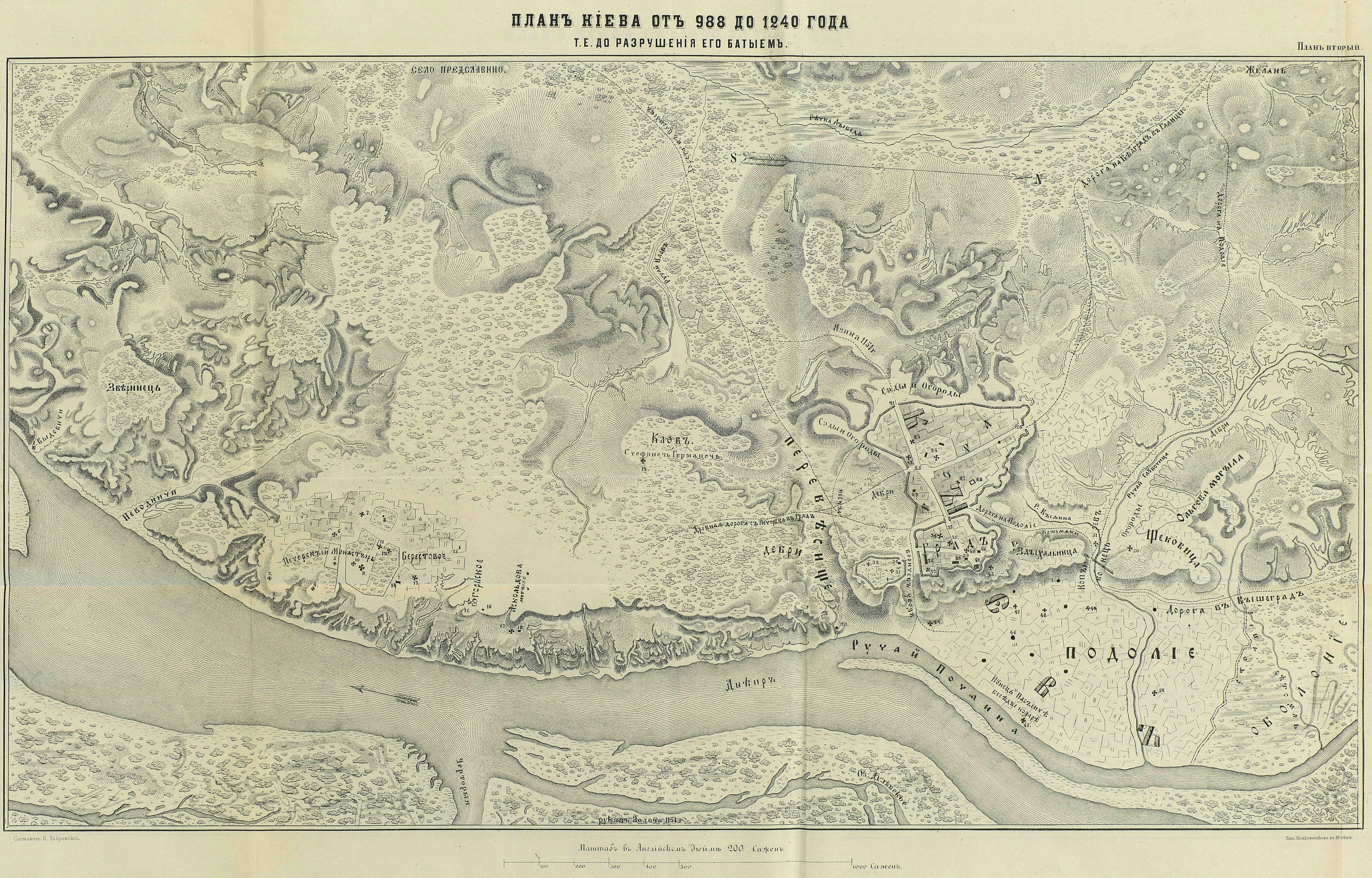
Historische Karte Kiews von Sakrewski, die Potschajna liegt im unteren rechten Teil der Karte

Die Potschajna (ukrainisch Почайна, russisch Почайна/Potschaina; altostslawisch: Wasser, Feuchtigkeit) war ein 8 km langer rechter Nebenfluss (nach einigen wenigen Quellen auch ein rechter Nebenarm) des Dnepr, der im Bereich des heutigen Kiewer Rajons Obolon entsprang und im Süden Podils in den Dnepr mündete. Er ging im 18. und 19. Jahrhundert im Gefolge von Flusslaufänderungen und Kanalarbeiten zwecks Verbesserung der Schiffbarkeit des Dneprs in selbigem auf. Obwohl die Potschajna seit mehr als einem Jahrhundert aus dem Kiewer Stadtbild verschwunden ist, war sie doch als schiffbarer Fluss, in dem nach mehrheitlicher Expertenmeinung Fürst Wladimir I. im Jahr 988 nach seiner eigenen Taufe im Jahr zuvor durch großfürstliches Dekret seine Untertanen zum Empfang der Taufe und Übergang zum christlichen Glauben anhielt, über mehr als tausend Jahre mit wichtigen geschichtlichen Ereignissen in der Kiewer Rus und deren Nachfolgestaaten verbunden.
Ein Nebental ist Babyn Jar, in dem ab Ende September 1941 über 33 000 ukrainische Juden ermordet wurden.

## Namensspuren
Die Potschajna war Namensgeberin des westukrainischen Potschajiw in der Oblast Ternopil, welches von im Gefolge des Mongolensturmes 1237–1240 in Richtung Westen fliehenden Mönchen gegründet wurde, deren geplündertes Kloster sich am Ufer der Kiewer Potschajna befunden hatte. Ebenso verdankt die Nikolaj-Nabereschnyj-Kirche (ukrainisch Церква Миколи Набережного, russisch Це́рковь Нико́лая На́бережного) in der Skoworodystraße 12 ihren Namenszusatz („am Ufer“) der ehemaligen Lage an der Potschajna im Bereich ihrer Mündung in den Dnepr. Außerdem erinnert die Pochajnynska Straße (ukrainisch Почайнинська вулиця) in Podil namentlich an die einstige Lage des „heiligen“ Flüsschens.